# Pteris simplex
Pteris simplex är en kantbräkenväxtart som beskrevs av Holtt. Pteris simplex ingår i släktet Pteris och familjen Pteridaceae. Inga underarter finns listade.